# Beijing Guoan

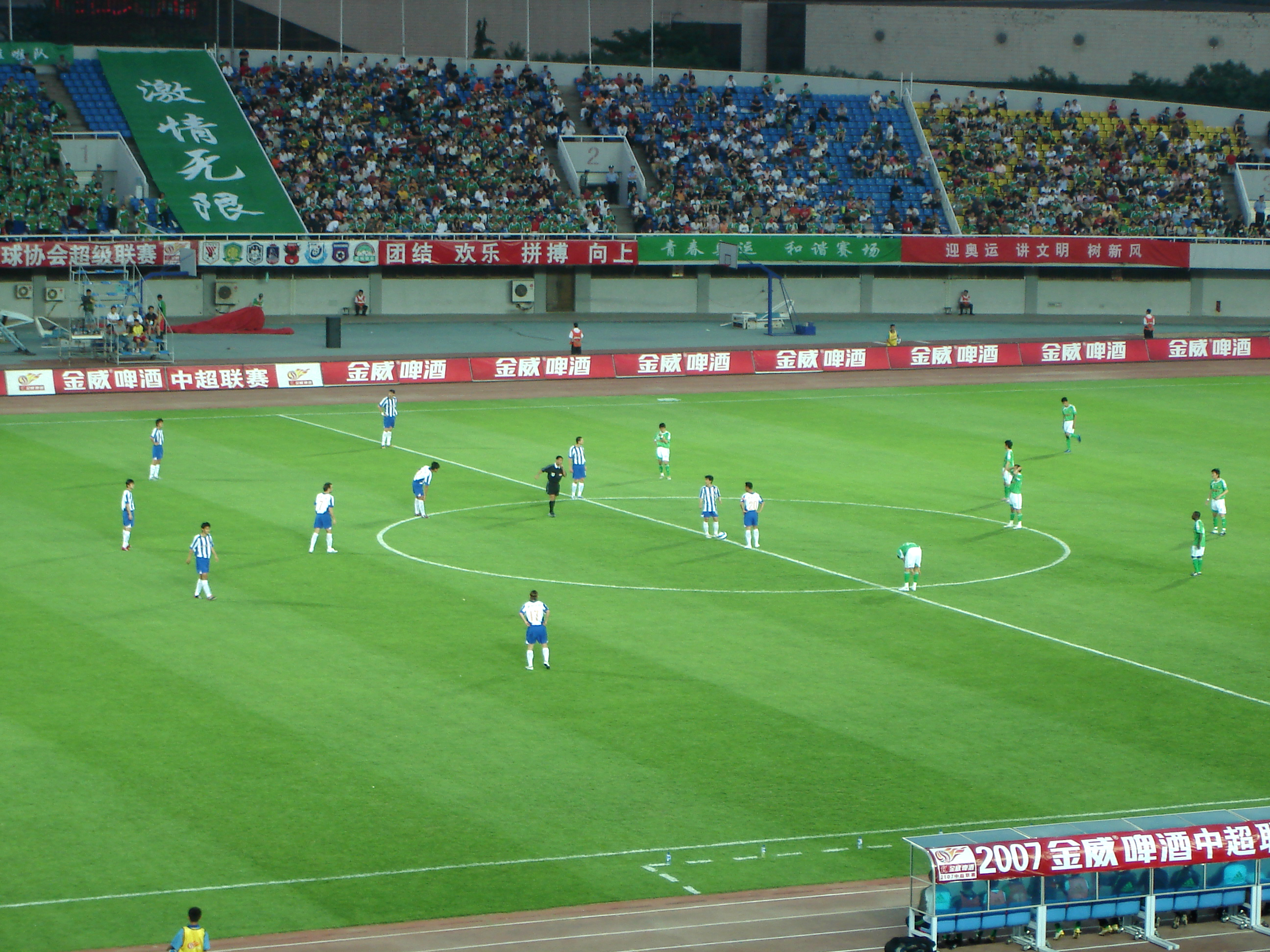
Ligaspiel gegen Shaanxi Baorong im Fengtai-Stadion (Mai 2007)

Der Beijing Guoan Football Club (chinesisch 北京国安足球俱乐部, Pinyin Běijīng guó’ān zúqiú jùlèbù, aus Sponsoringgründen offiziell Beijing Sinobo Guoan Football Club), im deutschen Sprachraum allgemein bekannt als Beijing Guoan, seltener auch Peking Guoan, ist ein Fußballverein aus Peking, der in der Chinese Super League, der höchsten Spielklasse Chinas, spielt. Der Verein gehört zur CITIC Group, einem staatlichen chinesischen Finanz- und Investmentunternehmen. Der Verein hat eine Partnerschaft mit Ajax Amsterdam.

## Geschichte
Beijing Guoan wurde 1992 von der CITIC-Guoan-Gruppe gegründet und erreichte 1995 in der Jia A (der höchsten Spielklasse vor Gründung der Chinese Super League im Jahre 2003) den zweiten Endrang, die bis dahin beste Platzierung in der Liga. Der chinesische Pokal hingegen konnte 1996, 1997 und 2003 erobert werden, der Supercup 1998 und 2004.
Aus der Mannschaft gingen einige bekannte chinesische Fußballspieler hervor, wie z. B. Energie-Cottbus-Stürmer Shao Jiayi und der ehemalige Eintracht-Frankfurt-Spieler Yang Chen.
2003 unterzeichnete der Verein einen Werbevertrag mit dem koreanischen Automobilhersteller Hyundai, weshalb die Profimannschaft bis Anfang 2006 den Namen Beijing Hyundai Motor Football Team trug.
Im November 2005 unterzeichnete die CITIC Group ein Abkommen mit dem spanischen Fußballverein Real Madrid. Der Klub unterstützt den firmeneigenen Erstdivisionär Beijing Guoan, im Gegenzug hilft die CITIC Group den Madrilenen über ihre Tochtergesellschaft Guoan beim Marketing in China. Im März 2006 beauftragte Real Madrid den ehemaligen Direktor der klubeigenen Fußballschulen in Mexiko, Xabier Azkargorta, das Amt des Sportlichen Leiters bei Beijing Guoan zu übernehmen.
Aufgrund von Renovierungsarbeiten für die Olympischen Sommerspiele 2008 in Peking trug Beijing Guoan seine Heimspiele nicht wie gewohnt im rund 64.000 Zuschauer fassenden Arbeiterstadion, sondern im kleineren Fengtai-Stadion aus. Nach den Spielen war zwar eine Übersiedlung ins neue Nationalstadion Peking geplant, derzeit spielt Guo’an jedoch wieder im Arbeiterstadion. 2009 wurde der Verein zum ersten Mal in seiner Geschichte chinesischer Meister, in der Saison 2010 konnte dieser Erfolg jedoch nicht wiederholt werden. Mit Platz 5 in der Abschlusstabelle verpasste Guo’an die Teilnahme an der AFC Champions League 2011. 2012, 2013 und 2014 konnte man mit zweimal Platz 3 und einmal Platz 2 in der Abschlusstabelle die Teilnahme an der AFC Champions League sichern. Mit dem vierten Platz in der Saison 2015 wurde die Qualifikation zu AFC Champions League erstmals seit drei Jahren nicht erreicht.
Im August 2020 wurde das Arbeiterstadion für einen Neubau abgerissen. Der Club trägt in der Zwischenzeit seine Heimspiele im Olympic Sports Centre Stadium aus.

## Erfolge
- Chinesischer Meister: 2009

- Chinesischer Vizemeister: 2007, 2011, 2014, 2019

- Chinesischer Pokalsieger: 1996, 1997, 2003, 2018
- Chinesischer Pokalfinalist: 2000, 2001,

- Chinesischer FA Supercup-Sieger: 1998, 2004

## Stadion

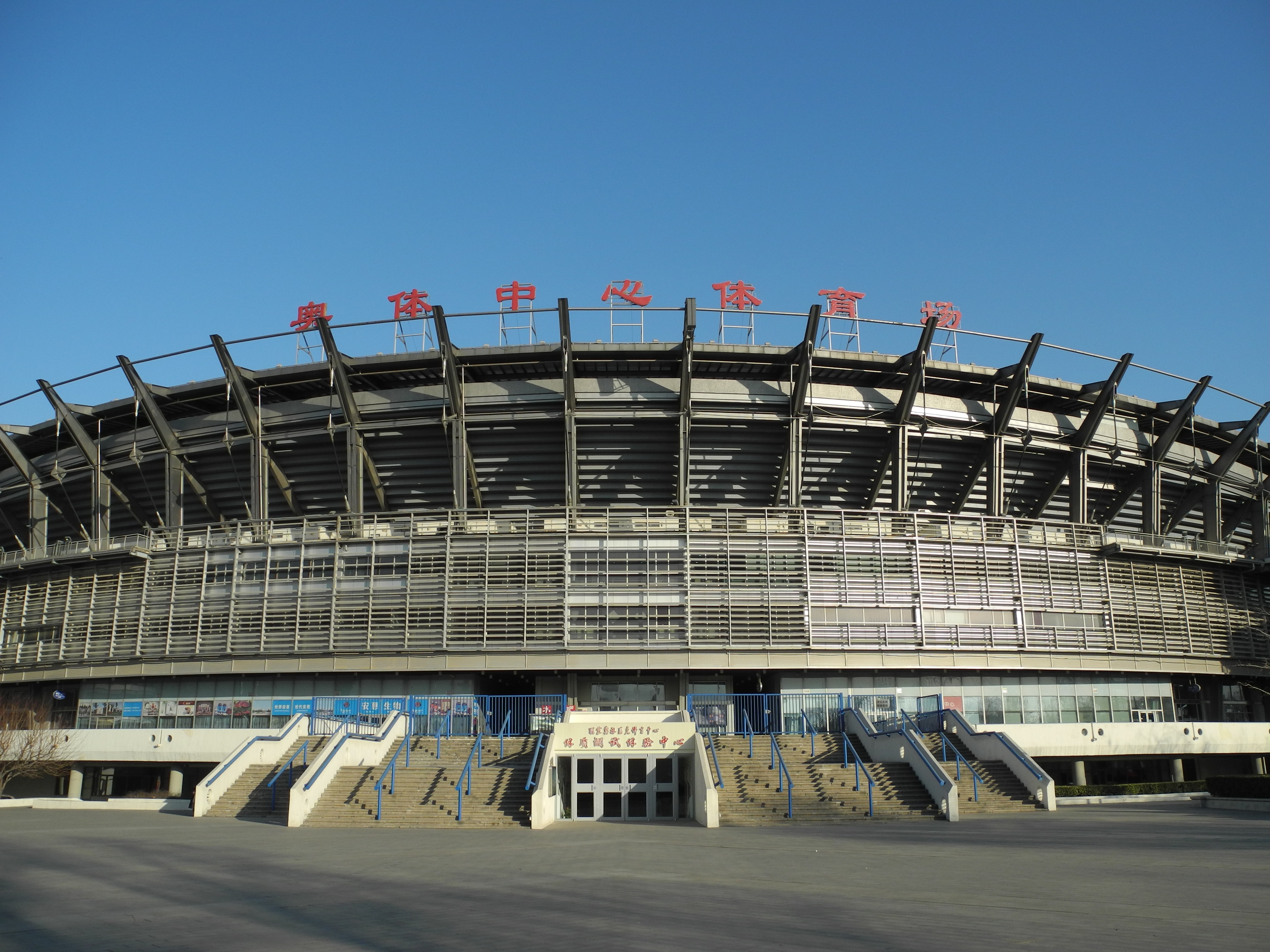
Olympic Sports Centre Stadium

Seine Heimspiele trägt der Verein im Olympic Sports Centre Stadium in Peking aus. Das Mehrzweckstadion hat ein Fassungsvermögen von 36.228 Personen.
Koordinaten: 39° 58′ 56″ N, 116° 23′ 38″ O

## Platzierungen
| 1994                 | 8.          | 22     | 7  | 8  | 7  | 42 | 34 | 22     |
| 1995                 | 2.          | 22     | 12 | 6  | 4  | 36 | 20 | 42     |
| 1996                 | 4.          | 22     | 9  | 6  | 7  | 30 | 25 | 33     |
| 1997                 | 3.          | 22     | 8  | 10 | 4  | 34 | 20 | 34     |
| 1998                 | 3.          | 26     | 10 | 13 | 3  | 32 | 19 | 43     |
| 1999                 | 6.          | 26     | 9  | 8  | 9  | 38 | 25 | 35     |
| 2000                 | 6.          | 26     | 9  | 8  | 9  | 38 | 31 | 35     |
| 2001                 | 8.          | 26     | 9  | 6  | 11 | 30 | 33 | 33     |
| 2002                 | 3.          | 28     | 15 | 7  | 6  | 49 | 29 | 52     |
| 2003                 | 9.          | 28     | 9  | 9  | 10 | 34 | 26 | 36     |
| Chinese Super League |             |        |    |    |    |    |    |        |
| Jahr                 | Platzierung | Spiele | S  | U  | N  | T  | GT | Punkte |
| 2004                 | 7.          | 22     | 8  | 7  | 7  | 35 | 33 | 28     |
| 2005                 | 6.          | 26     | 12 | 4  | 10 | 46 | 32 | 40     |
| 2006                 | 3.          | 28     | 13 | 10 | 5  | 27 | 16 | 49     |
| 2007                 | 2.          | 28     | 15 | 9  | 4  | 45 | 19 | 54     |
| 2008                 | 3.          | 30     | 16 | 10 | 4  | 44 | 27 | 58     |
| 2009                 | 1.          | 30     | 13 | 12 | 5  | 48 | 28 | 51     |
| 2010                 | 5.          | 30     | 12 | 10 | 8  | 35 | 29 | 46     |
| 2011                 | 2.          | 30     | 14 | 11 | 5  | 49 | 21 | 53     |
| 2012                 | 3.          | 30     | 14 | 6  | 10 | 34 | 35 | 48     |
| 2013                 | 3.          | 30     | 14 | 9  | 7  | 54 | 31 | 51     |
| 2014                 | 2.          | 30     | 21 | 4  | 5  | 50 | 25 | 67     |
| 2015                 | 4.          | 30     | 16 | 8  | 6  | 46 | 26 | 56     |
| 2016                 | 5.          | 30     | 11 | 10 | 9  | 34 | 26 | 43     |
| 2017                 | 9.          | 30     | 11 | 7  | 12 | 42 | 42 | 40     |
| 2018                 | 4.          | 30     | 15 | 8  | 7  | 64 | 45 | 53     |
| 2019                 | 2.          | 30     | 23 | 1  | 6  | 60 | 26 | 70     |
| 2020                 | 3.          | 20     | 10 | 7  | 3  | 44 | 27 |        |

## Trainerhistorie
| Name                    | Geburtstag         | Geburtsstadt/-land | Zeitraum                                                                             |
| ----------------------- | ------------------ | ------------------ | ------------------------------------------------------------------------------------ |
| Xue Jizhu               | 1925               | Dalian, Liaoning   | 1956                                                                                 |
| Chen Chengda            | 1929               | Shanghai           | 1957–1958                                                                            |
| Shi Wanchun             | August 1926        | Peking             | 1959–1972                                                                            |
| Zeng Xuelin             | 2. Dezember 1929   | Meizhou, Guangdong | 1973–1982                                                                            |
| Sun Yunshan             | Dezember 1936      | Dalian, Liaoning   | 1983–1985                                                                            |
| Jin Zhiyang             | 10. Januar 1944    | Peking             | 1986                                                                                 |
| Cheng Wenkuan           | 1933               | Shanghai           | 1987                                                                                 |
| Tang Pengju             | 1955               | Tianjin            | 1988–1994                                                                            |
| Jin Zhiyang             | 10. Januar 1944    | Peking             | 13. Januar 1995 – 4. Februar 1998                                                    |
| Shen Xiangfu            | 27. Mai 1957       | Peking             | 4. Februar 1998 – Dezember 1999                                                      |
| Milovan Đorić           | 6. August 1945     | Jugoslawien        | 15. Dezember 1999 – 4. April 2000                                                    |
| Wei Kexing              | 13. Februar 1963   | Qingdao, Shandong  | 4. April 2000 – 26. Juni 2000 (interim) 26. Juni 2000 – 5. Januar 2002               |
| Ljupko Petrović         | 15. Mai 1947       | Jugoslawien        | 5. Januar 2002 – Dezember 2002                                                       |
| Jose Carlos de Oliveira | 23. April 1947     | Brasilien          | Dezember 2002 – April 2003                                                           |
| Ljupko Petrović         | 15. Mai 1947       | Jugoslawien        | April 2003 – 3. Oktober 2003                                                         |
| Yang Zuwu               | März 1947          | Peking             | 3. Oktober 2003 – Dezember 2004                                                      |
| Shen Xiangfu            | 27. Mai 1957       | Peking             | Januar 2005 – 22. Oktober 2006                                                       |
| Lee Jang-soo            | 15. Oktober 1956   | Südkorea           | 2. Dezember 2006 – 16. September 2009                                                |
| Hong Yuanshuo           | 31. März 1948      | Peking             | 16. September 2009 – 31. Dezember 2009 (interim) 1. Januar 2010 – 21. September 2010 |
| Wei Kexing              | 13. Februar 1963   | Qingdao, Shandong  | 21. September 2010 – 11. November 2011 (interim)                                     |
| Jaime Pacheco           | 22. Juli 1958      | Portugal           | 27. Dezember 2011 – 18. November 2012                                                |
| Aleksandar Stanojević   | 28. Oktober 1973   | Serbien            | 15. Dezember 2012 – Dezember 2013                                                    |
| Xie Feng                | 9. April 1966      | Peking             | Januar 2014 (interim)                                                                |
| Gregorio Manzano        | 5. August 1956     | Spanien            | 17. Februar 2014 – November 2015                                                     |
| Alberto Zaccheroni      | 1. April 1953      | Italien            | 19. Januar 2016 – 19. Mai 2016                                                       |
| Xie Feng                | 9. April 1966      | Peking             | 19. Mai 2016 – 23. November 2016 (interim)                                           |
| José González           | 14. Oktober 1966   | Spanien            | 23. November 2016 – 2. Juni 2017                                                     |
| Xie Feng                | 9. April 1966      | Peking             | 2. Juni 2017 – 10. Juni 2017 (interim)                                               |
| Roger Schmidt           | 13. März 1967      | Deutschland        | 10. Juni 2017 – 31. Juli 2019                                                        |
| Bruno Génésio           | 1. September 1966  | Frankreich         | 31. Juli 2019 – 31. Dezember 2020                                                    |
| Slaven Bilić            | 11. September 1968 | Kroatien           | seit 6. Januar 2021                                                                  |